# Enzo Amore
Eric Arndt (ur. 8 grudnia 1986 w Hackensack w New Jersey) – amerykański wrestler występujący w federacji WWE w brandzie Raw w dywizji cruiserweight pod pseudonimem ringowym Enzo Amore. Jest byłym posiadaczem WWE Cruiserweight Championship.

## Kariera wrestlera

### NXT (2012–2016)

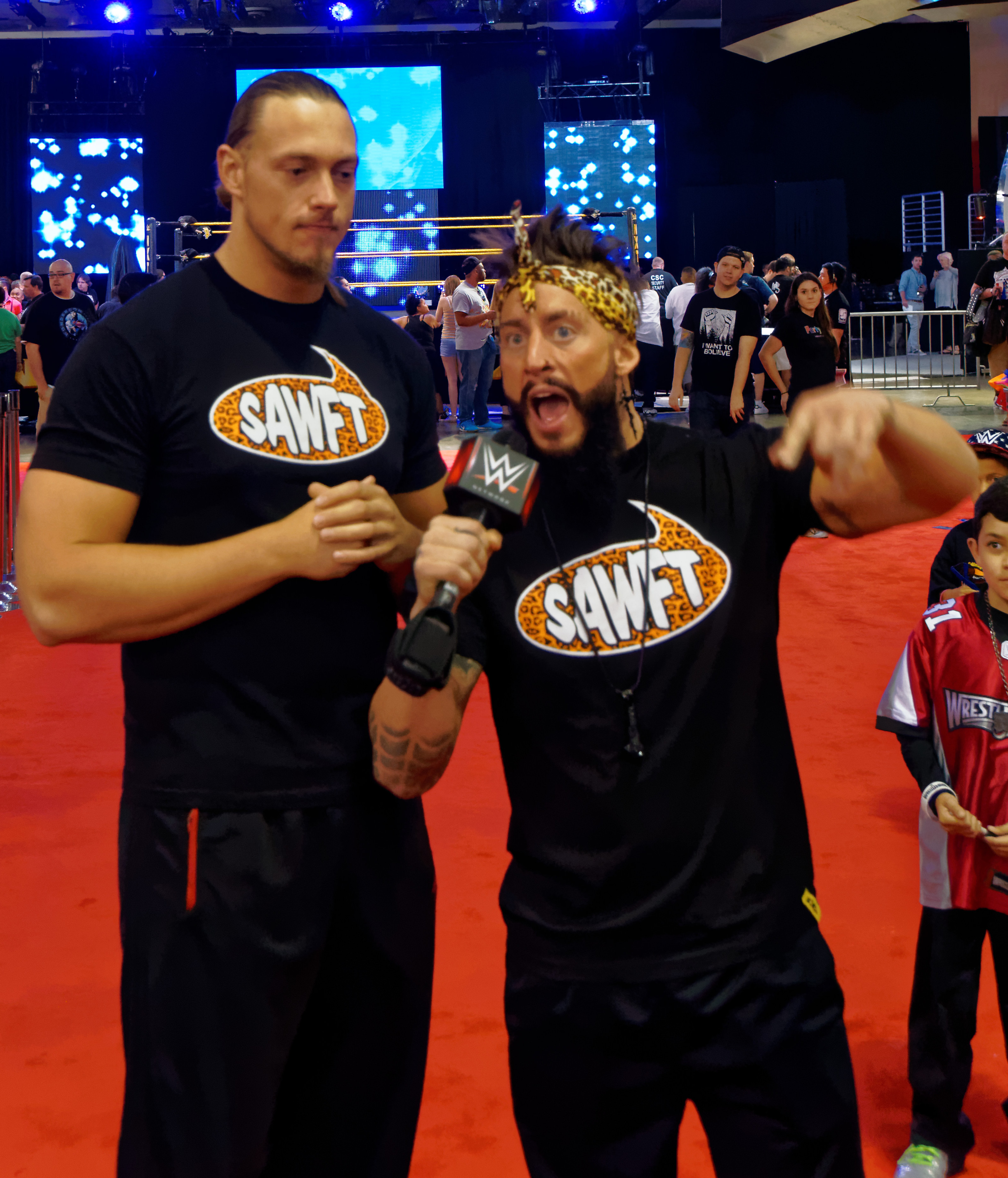
Amore (na prawo) z Colinem Cassadym na WrestleMania Axxess w marcu 2015

Przed podpisaniem kontraktu z WWE, Arndt nie miał żadnego doświadczenia w ringu. Arndt nagrał kilka krótkich filmików promujących siebie. Te trafiły do dyrektora operacyjnego WWE, Triple H'a, który postanowił zakontraktować Arndta. Pod koniec 2012, Arndt przyjął pseudonim ringowy Enzo Amore i został przydzielony do rozwojówki NXT Amore zadebiutował w telewizji 22 maja 2013 w przegranym pojedynku z Masonem Ryanem. Niedługo potem, Amore uformował tag-team z Colinem Cassadym, który również przegrał walkę z Ryanem.
Cassady i Amore kontynuowali rywalizację z Masonem Ryanem; obydwoje zostali pokonani w solowych walkach, lecz udało im się wygrać z Ryanem w 2-on-1 handicap matchu. Niedługo potem, Amore i Cassady rozpoczęli rywalizację z Alexandrem Rusevem, Sylvestrem Lefortem i Scottem Dawsonem. 25 września, Amore i Cassady wzięli udział w Gauntlet matchu o miana pretendenckie do tytułów NXT Tag Team Championship; zostali pokonani przez The Ascension.

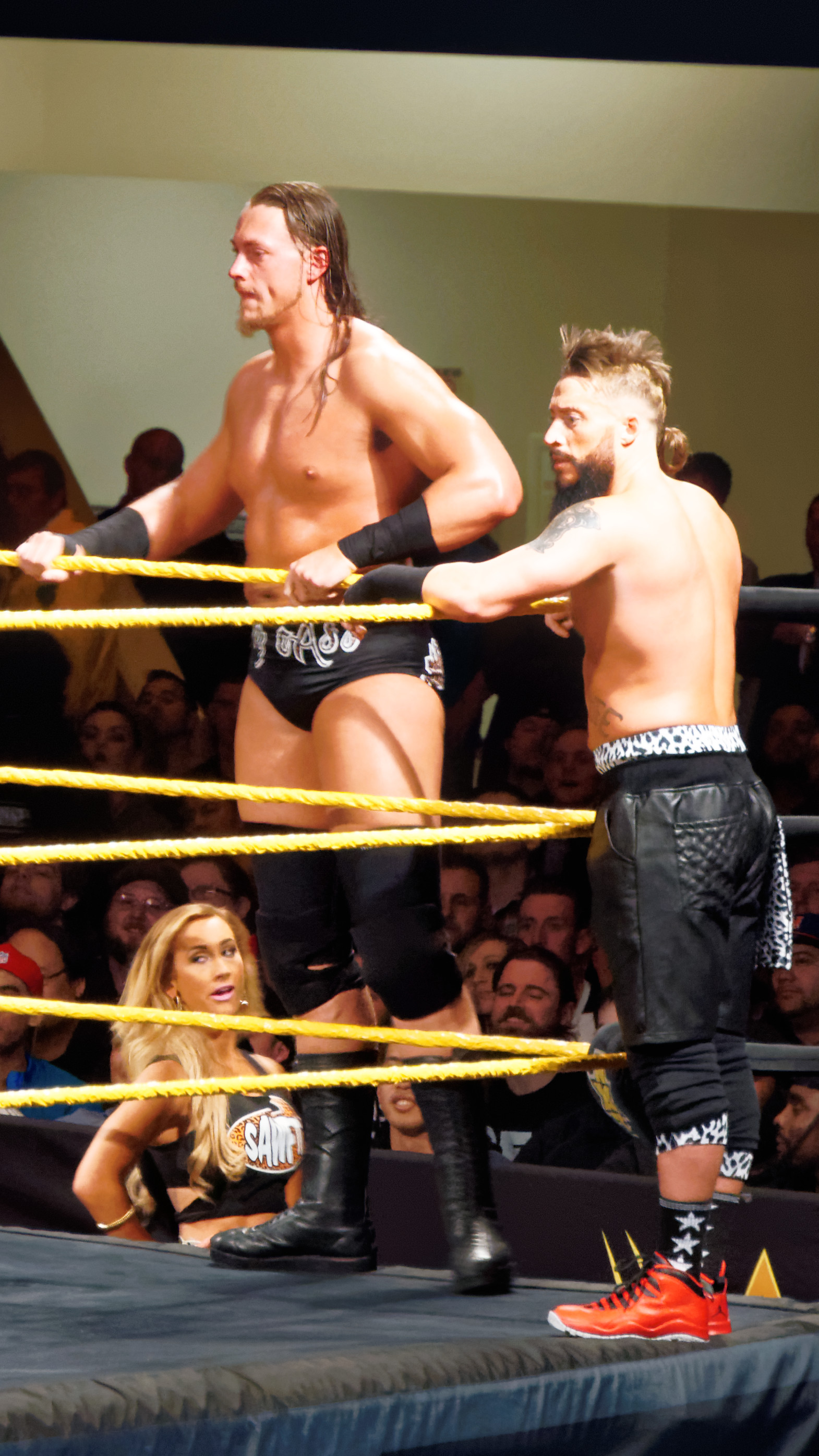
Amore i Cassady z ich menadżerką Carmella w marcu 2015

W listopadzie 2013, podczas jednego z treningów, Amore złamał nogę. Do telewizji powrócił 26 czerwca 2014 w odcinku NXT, ratując Cassady'ego od ataku ze strony Sylvestra Leforta i Marcusa Louisa. Na początku sierpnia 2014 Amore i Cassady wzięli udział w turnieju o NXT Tag Team Championship. W pierwszej rundzie pokonali Jasona Jordana i Tye'a Dillingera, lecz w kolejnej ulegli tag-teamowi The Vaudevillains (Aiden English i Simon Gotch).
Jesienią 2014 do Amore i Cassady'ego dołączyła Carmella. Przez kolejne tygodnie, Amore i Cassady byli przedstawiani jako trenerzy Carmelli. W marcu 2015, Amore i Cassady rozpoczęli rywalizację z mistrzami NXT – Blakiem i Murphym. Mistrzowie próbowali przekonać Carmellę by stała się ich menadżerką. 11 marca na odcinku NXT, Amore i Cassady pokonali The Lucha Dragons, przez co stali się pretendentami do tytułów Blake’a i Murphy’ego. Enzo i Cass otrzymali walkę o mistrzostwa na gali NXT TakeOver: Unstoppable, lecz przegrali po interwencji Alexy Bliss. Na gali NXT TakeOver: London po raz kolejny przegrali walkę o pasy; tym razem z Dashem Wilderem i Scottem Dawsonem. Na gali WWE Roadblock ponownie przegrali z Wilderem i Dawsonem.

### Raw (2016–2017)
4 kwietnia na odcinku Raw (który miał miejsce noc po WrestleManii 32), Amore i Cassady zadebiutowali w głównym rosterze, konfrontując się z The Dudley Boyz. Amore i Cassady wzięli udział w turnieju o miana pretendenckie do WWE Tag Team Championship. Na gali Payback zmierzyli się z The Vaudevillains w finale turnieju. Walka zakończyła się no-contestem po tym, jak Amore doznał wstrząśnienia mózgu. Amore powrócił do Raw 23 maja 2016. Na Money in the Bank, Amore i Big Cass wzięli udział w Fatal 4-Way matchu o WWE Tag Team Championship, lecz nie udało im się zdobyć mistrzostwa. Po gali rozpoczęli rywalizację z ugrupowaniem The Club, jednocześnie łącząc siły z Johnem Ceną.
W lipcu, w wyniku draftu, Enzo i Cass stali się członkami brandu Raw. Po gali Battleground, Enzo i Cass rozpoczęli rywalizację z Chrisem Jericho i Kevinem Owensem, co doprowadziło do walki i jednocześnie przegranej na gali SummerSlam. 7 listopada na Raw, Enzo i Cass zostali ogłoszeni członkami tag-teamowego zespołu Raw w 10-on-10 Survivor Series Tag Team Elimination matchu na gali Survivor Series, który wygrała drużyna Raw. 21 listopada podczas odcinka Raw, Amore rozpoczął fabularny romans z Laną, której próbował zaimponować przez kolejne tygodnie. 5 grudnia po tym, jak mąż Lany, Rusev, "pokłócił się" z nią, dziewczyna zaprosiła Amore do pokoju hotelowego, w którym wyszedł na jaw podstęp Lany. Do pokoju wszedł Rusev i zaatakował wrestlera. Ostatecznie Enzo i Cass prowadzili rywalizację z Rusevem i Jinderem Mahalem, podczas której wygrywali najczęściej antagoniści. Podczas styczniowej gali Royal Rumble, Amore wziął udział w Royal Rumble matchu jako 27. uczestnik, lecz po kilku sekundach został wyeliminowany przez Brocka Lesnara. Na gali Fastlane, Enzo i Cass przegrali z Lukiem Gallowsem i Karlem Andersonem o tytuły tag-team Raw. Na WrestleManii 33 przegrali w Fatal 4-way tag team ladder matchu z Andersonem i Gallowsem, Cesaro i Sheamusem oraz powracającymi The Hardy Boyz (Mattem i Jeffem Hardy), którzy zdobyli mistrzostwa. Następnej nocy podczas tygodniówki Raw Amore i Cass zostali pokonani przez Cesaro i Sheamusa w tag-team matchu wyłaniającym pretendentów do Raw Tag Team Championship, zaś w kolejnym tygodniu przez Gallowsa i Andersona.
W maju wprowadzono scenariusz, według którego Enzo był atakowany przez nieznanego sprawcę na zapleczu. Big Cass oskarżał o to grupę The Revival, którzy byli widoczni w miejscach wydarzeń. Ostatecznie 19 czerwca Generalny Menadżer Kurt Angle i Corey Graves odkryli, że za atakami stał Cass, który był sfrustrowany ostatnimi wspólnymi porażkami z Enzo; po chwili zaatakował byłego przyjaciela w ringu, tym samym rozwiązując drużynę. Podczas lipcowej gali Great Balls of Fire Enzo przegrał z Cassem w singlowej walce. Miesiąc później podczas SummerSlam Cass pokonał Big Showa w walce, w której Enzo był zamknięty w stalowej klatce wiszącej nad ringiem. Dobę później na Raw Enzo wyzwał Cassa do Brooklyn Street Fightu, który wygrał po przerwaniu walki przez sędziego z powodu prawdziwej kontuzji kolana odniesionej przez Cassa.

### Cruiserweight Champion (od 2017)
22 sierpnia podczas odcinka tygodniówki 205 Live Amore zadebiutował w dywizji cruiserweight konfrontując się z posiadaczem WWE Cruiserweight Championship Neville’em. Sześć dni później na Raw odniósł swoje pierwsze zwycięstwo pokonując Noama Dara, zaś następnego dnia wspólnie z Cedricem Alexandrem i Gran Metalikiem pokonali Dara, Tony'ego Nese'a i Drewa Gulaka. 5 września wygrał fatal 5-way elimination match pokonując Alexandra, The Briana Kendricka, Metalika i Nese'a stając się pretendentem do tytułu Neville'a na gali No Mercy. Podczas wrześniowej gali nieczysto pokonał Neville'a wykonując mu kopnięcie w krocze i zdobył po raz pierwszy w karierze Cruiserweight Championship.
Następnej nocy podczas tygodniówki Raw odbyła się mistrzowska ceremonia, podczas której wyśmiał dywizję cruiserweight i dostał klauzulę dającą mu nietykalność. Po zakończeniu emisji Raw dywizja cruiserweight zaatakowała nowego mistrza. Następnej nocy podczas tygodniówki 205 Live, po zakończeniu pojedynku Neville'a z Ariyą Daivarim, Enzo wkroczył do ringu i zaatakował swojego rywala kulą. Atak spowodował przemianę postaci Enzo w antagonistę, zaś Neville'a w protagonistę. Tydzień później Generalny Menadżer Kurt Angle przedstawił nowego członka dywizji cruiserweight Kalisto, który stał się pretendentem do tytułu Amorego. 9 października podczas tygodniówki Raw Amore stracił Cruiserweight Championship na rzecz Kalisto w lumberjack matchu.

## Inne media
Enzo Amore pojawił się jako grywalna postać w grach WWE 2K16, WWE 2K17 oraz WWE 2K18.
Zagrał rolę aktorską w teledysku „Everything’s Wrong” grupy metalowej All That Remains z albumu Victim of the New Disease (2018).

## Mistrzostwa i osiągnięcia
- Pro Wrestling Illustrated
  - PWI umieściło go na 226. miejscu w top 500 wrestlerów rankingu PWI 500 w 2015[31]
  - PWI umieściło go na 122. miejscu w top 500 wrestlerów rankingu PWI 500 w 2016[32]
  - PWI umieściło go na 110. miejscu w top 500 wrestlerów rankingu PWI 500 w 2017[33]
- WWE
  - WWE Cruiserweight Championship (1 raz)
- WWE NXT
  - NXT Year-End Awards (1 raz)
    - Tag Team roku (2015) z Colinem Cassadym[34]